# Mirel Rădoi
Mirel Rădoi (Drobeta-Turnu Severin, 22 maart 1981) is een Roemeens voormalig voetballer en huidig voetbalcoach.

## Loopbaan
Rădoi begon zijn loopbaan als verdediger in 1999 bij FC Extensiv Craiova. Een jaar later ging hij naar Steaua Boekarest waarmee hij drie landstitels en twee Roemeense supercups won. In januari 2009 tekende hij voor drie seizoenen bij Al-Hilal in Saudi-Arabië dat zes miljoen euro voor hem betaalde. Hierna speelde hij in de Verenigde Arabische Emiraten voor Al Ain FC (2011–2014) en Shabab Al-Ahli Club (2014–2015). Hij besloot zijn loopbaan in 2015 bij Al-Arabi in Qatar.
Vanaf 2000 speelde hij voor het Roemeens voetbalelftal en hij maakte deel uit van de selectie voor Euro 2008.
Rădoi trainde in 2015/16 FCSB. In 2016/17 had hij SCM Pitești onder zijn hoede. Vanaf 2018 was hij bondscoach van Roemenië onder 21. In november 2019 werd Rădoi aangesteld als bondscoach van het Roemeens voetbalelftal.